# Erik Lindgren (ishockeyspelare)
Karl Erik Teodor Lindgren, född 20 december 1902 i Jakob och Johannes församling, Stockholm, död 23 juli 1973 i Adolf Fredriks församling, Stockholm, var en svensk ishockeyspelare
Han vann SM i ishockey 1926 med Djurgårdens IF. Han spelade i Djurgården mellan 1925 och 1934.
Erik Lindgren var spelade med svenska ishockeylandslag i två internationella turneringar, han kom sexa i VM i ishockey 1931 och han var med och vann EM 1932. Totalt spelade han 19 matcher för Sverige och han blev Stor grabb nummer 18. Lindgren är gravsatt på Sandsborgskyrkogården.